# Euthyonidiella
Genre
Euthyonidiella est un genre d'holothuries (concombres de mer) de la famille des Sclerodactylidae.

## Liste des espèces
Selon World Register of Marine Species (23 février 2015) :
- Euthyonidiella aculeata (Ludwig, 1894)
- Euthyonidiella ambigua (Heding, 1942)
- Euthyonidiella dentata Cherbonnier, 1961
- Euthyonidiella destichada (Deichmann, 1930)
- Euthyonidiella dubia Cherbonnier, 1958
- Euthyonidiella huwi O'Loughlin in O'Loughlin & al., 2014
- Euthyonidiella kyushuensis Heding & Panning, 1954
- Euthyonidiella trita (Sluiter, 1910)
- Euthyonidiella tungshanensis (Yang, 1937)
- Euthyonidiella zacae (Deichmann, 1938)

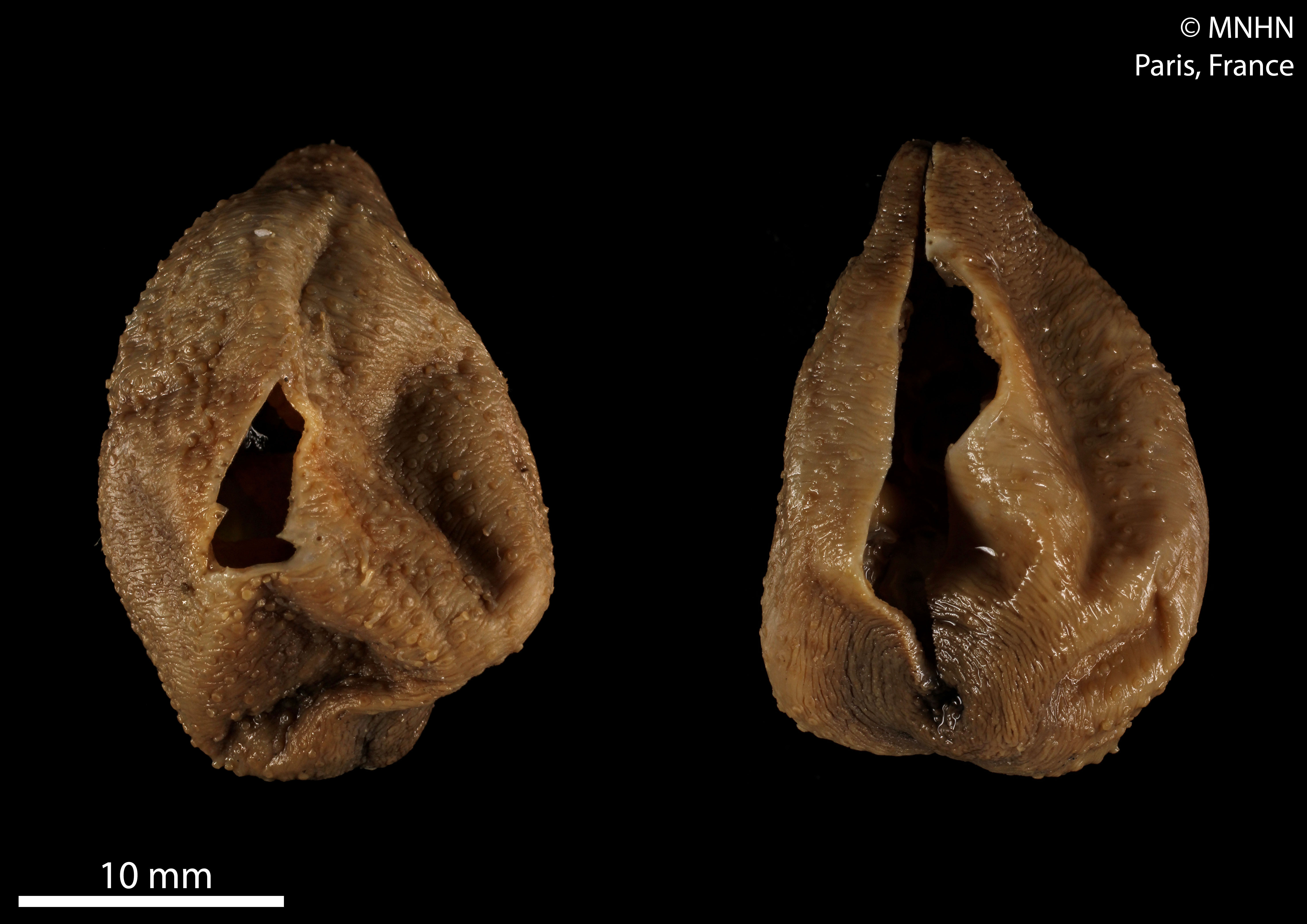
Euthyonidiella occidentalis.